# Saint-Jean-de-Bournay
Saint-Jean-de-Bournay ist eine französische Gemeinde mit 4762 Einwohnern (Stand: 1. Januar 2022) im Département Isère in der Region Auvergne-Rhône-Alpes. Saint-Jean-de-Bournay ist Teil des Arrondissements Vienne im Kanton L’Isle-d’Abeau.

## Geographie
Saint-Jean-de-Bournay liegt etwa 20 Kilometer östlich von Vienne. Umgeben wird Saint-Jean-de-Bournay von den Nachbargemeinden Artas im Norden, Meyrieu-les-Étangs im Osten, Châtonnay und Lieudieu im Südosten, Villeneuve-de-Marc im Süden und Südwesten, Royas im Westen und Charantonnay im Nordwesten.
Durch die Gemeinde führen die früheren Route nationale 502, 518 und 522. 

## Geschichte
Im 12. Jahrhundert wurde der Ort als castrum sancti johannis geführt. 

## Bevölkerung
| Jahr                       | 1962 | 1968 | 1975 | 1982 | 1990 | 1999 | 2006 | 2017 |
| -------------------------- | ---- | ---- | ---- | ---- | ---- | ---- | ---- | ---- |
| Einwohner                  | 2887 | 3174 | 3240 | 3651 | 3764 | 3857 | 4188 | 4594 |
| Quellen: Cassini und INSEE |      |      |      |      |      |      |      |      |

## Sehenswürdigkeiten
- Kirche Saint-Hugues de Bonnevaux mit Orgel, erbaut von Joseph Merklin im Jahr 1889
- Kapelle Bournay aus dem 13. Jahrhundert
- Rathaus
- Turm Lesdiguières (Ruinen des früheren Schlosses Lesdiguières)
- See Montjoux
- Wald von Bonnevaux

## Persönlichkeiten
- Joseph-Antoine Bouvard (1840–1920), Architekt
- Philippe Viannay (1917–1986), Widerstandskämpfer und Journalist